# رودريك فيك
رودريك فيك (بالألمانية: Roderich Fick)‏ (و. 1886 – 1955 م) هو مهندس معماري، وأستاذ جامعي ألماني، ولد في فورتسبورغ، كان عضوًا في الحزب النازي، شارك في الألعاب الأولمبية الصيفية 1936، توفي في ميونخ، عن عمر يناهز 69 عاماً.

## روابط خارجية
- رودريك فيك على موقع أوليمبيديا (الإنجليزية)